# Баллады Волчьих стай…
«Баллады Волчьих стай…» — дебютный альбом группы «Моби Дик», выпущенный 29 ноября 2006 года. Первоначально альбом был издан группой самостоятельно в 2004 году, а пять треков с этого альбома получили незначительное распространение в 2002 году в виде одноимённой демозаписи.

## Список композиций
| №  | Название              | Музыка                      | Слова                           | Длительность |
| -- | --------------------- | --------------------------- | ------------------------------- | ------------ |
| 1. | Миллениум             | В. Фликов                   | А. Ангев, В. Фликов             | 6:11         |
| 2. | Стены                 | В. Фликов                   | А. Ангев, В. Фликов             | 4:41         |
| 3. | Кровь и Грязь         | В. Фликов                   | А. Ангев, В.Фликов              | 6:15         |
| 4. | Лики сновидений       | В. Фликов                   | Г. Гурова                       | 6:34         |
| 5. | Когда ты одна         | В. Фликов, К. Корабельников | Г. Гурова                       | 6:08         |
| 6. | Каприз № 13           | В. Фликов                   |                                 | 2:57         |
| 7. | Рождённый огнём       | В. Фликов                   | Г. Гурова                       | 4:46         |
| 8. | Весь этот мир         | В. Фликов                   | В. Полозов, В. Фликов, А. Ангев | 5:29         |
| 9. | Баллады Волчьих стай… | В. Фликов                   | Г. Гурова                       | 6:14         |

## Участники записи
- Виктор Фликов — гитара
- Андрей Ангев — вокал
- Виталий Полозов — барабаны
- Артём Ерёменко — бас
- Марина Скачкова — клавиши

## Дополнительная информация
- Альбом записан в 2004 на студии «MD-records».
- Сведение, мастеринг: ноябрь-декабрь 2004, В. Фликов.
- Пересведение, ремастеринг: август-сентябрь 2006, В. Фликов.
- Дизайн буклета: А. Ангев, В. Фликов.